# Disney Lorcana
Disney Lorcana ist ein Sammelkartenspiel der Autoren Ryan Miller und Steve Warner, welches seit 2023 in Kooperation mit der Walt Disney Company bei dem deutschen Spieleverlag Ravensburger erscheint. Es spielt in der fiktiven Welt Lorcana und arbeitet mit Charakteren aus verschiedenen Disney-Filmen, mit denen ähnlich wie bei Magic: The Gathering Duelle ausgetragen werden.
Es ist das erste Sammelkartenspiel von Ravensburger und nutzt die bekannten Figuren aus den Filmen der Walt Disney Animation Studios. Der CEO von Ravensburger Nordamerika, Filip Francke, beschrieb Lorcana als „die womöglich größte Investition, die [Ravensburger] je in irgendein Projekt oder Initiative gemacht haben.“
Wie andere Sammelkartenspiele wird auch Lorcana in Serien aufgelegt und in verschiedenen Kartensets vertrieben. Dabei gibt es Starterdecks und Boosterpacks, die im Handel verkauft werden.
Im Oktober 2024 wurde bekanntgegeben, dass über eine Milliarde Karten verkauft wurden.

## Spielmechanismen
Das Spiel Lorcana wird als reines Kartenspiel gespielt, wobei die Spieler jeweils vor dem Spiel ein Kartendeck zusammenstellen und dann gegeneinander antreten. Die Karten werden entweder direkt auf dem Tisch oder auf einer entsprechenden Auslage platziert, auf der Zonen für die verschiedenen Decks und Ablagestapel markiert sind.
Das Spiel spielt in der fiktiven Welt von „Lorcana“, dessen Name sich als Kombination aus den Wörtern „Lore“ und „Arcana“ ableitet. Die Spieler nehmen die Rolle eines „Luminaris“ ein, der die verschiedenen Figuren, Gegenstände und Lieder der Disney-Welt in Kartendecks kombiniert und gegen die Decks anderer Luminari antreten lässt. Ziel einer Partie ist es, als erster zwanzig so genannte Legenden (d. h. Punkte) zu sammeln.
Grundsätzlich existieren folgende Kartenarten:
- Charakter – eine Persönlichkeit aus der Welt von Disney. Charaktere können Legenden sammeln, um das Spiel zu gewinnen.
- Aktion – ein Ereignis oder eine Aktivität, die ausgeführt wird und den aktuellen Spielzustand beeinflusst. Aktionen kommen nach dem Ausführen des jeweiligen Effekts auf den Ablagestapel.
- Gegenstand – ein Gegenstand aus der Welt von Disney, der Fähigkeiten oder Effekte besitzt und grundsätzlich im Spiel verbleibt.
- Ort – ein Ort aus der Welt von Disney, der im Spiel verbleibt. Orte haben oft Effekte und können ebenfalls Legenden sammeln.

Karten gehören dabei immer zu einer oder zwei Tintenfarben, von denen es insgesamt sechs gibt:
- _ Amethyst
- _ Bernstein
- _ Rubin
- _ Saphir
- _ Smaragd
- _ Stahl

Jede Farbe setzt dabei bestimmte Schwerpunkte bei den Fähigkeiten der zugehörigen Karten. Ein Kartendeck wird dabei nach den Regeln des Spiels zusammengestellt. So darf ein regelkonform zusammengestelltes Deck bspw. nicht weniger als 60 Karten beinhalten. Dabei dürfen im gesamten Deck nicht mehr als zwei unterschiedliche Tintenfarben vorkommen.

## Sets
Diese Sets wurden bisher veröffentlicht bzw. angekündigt:
| Nr. | Name                       | Anzahl Karten | Veröffentlichung LGS | Veröffentlichung  |
| --- | -------------------------- | ------------- | -------------------- | ----------------- |
| 1   | Das erste Kapitel          | 216           | 18. August 2023      | 1. September 2023 |
| 2   | Aufstieg der Flutgestalten | 216           | 17. November 2023    | 1. Dezember 2023  |
| 3   | Die Tintenlande            | 223           | 23. Februar 2024     | 8. März 2024      |
| 4   | Ursulas Rückkehr           | 225           | 17. Mai 2024         | 31. Mai 2024      |
| 5   | Himmelsleuchten            | 223           | 9. August 2024       | 23. August 2024   |
| 6   | Azurblaues Meer            | 222           | 15. November 2024    | 27. November 2024 |
| 7   | Archazias Insel            | 222           | 7. März 2025         | 21. März 2025     |
| 8   | Domäne von Dschafar        | 222           | 30. Mai 2025         | 6. Juni 2025      |
| 9   | Mythen                     | 242           | 29. August 2025      | 5. September 2025 |
| 10  | Geflüster aus der Tiefe    |               | 7. November 2025     | 14. November 2025 |
| 11  | Winterzauber               |               | 1. Quartal 2026      | 1. Quartal 2026   |

Beginnend mit Set 8 wird für das kompetetive Spiel eine sogenannte Set-Rotation einsetzen, durch die ältere Sets aus dem auf offiziellen Wettbewerben spielbaren Kartenpool herausrotiert werden. Gleichzetig wird ein neues Spielformat namens Infinity Constructed geschaffen, um für Fans ältere Karten spielbar zu halten.

## Geschichte
Das von den Spieleautoren Ryan Miller und Steve Warner in Kooperation mit der Walt Disney Company entwickelte Spiel wurde offiziell im August 2023 international veröffentlicht. Das erste offizielle Set von Lorcana, Das erste Kapitel (engl. The First Chapter), wurde am 18. August 2023 in spezialisierten Hobbyläden erstmals verkauft und ab dem 1. September 2023 war es im Großhandel erhältlich. Zur Veröffentlichung war das Spiel in den Sprachen Deutsch, Englisch und Französisch erhältlich.
Bereits während der D23 Expo im September 2022 wurden erste Karten aus Lorcana als Promotion-Set von sieben Karten veröffentlicht und ausgegeben. Die Karten dieses Sets wiesen bereits kurz darauf einen hohen Sammlerwert mit teilweise mehreren tausend Euro pro Karte auf.

## Organized-Play

### Lorcana Liga
Ravensburger unterstützt mit der Lorcana Liga die Local Game Stores bei der Austragung von Organized Play. Bei der Disney Lorcana Liga stehen Spaß und Gemeinschaft im Vordergrund, nicht Wettbewerb und Gewinnen. Über einen Zeitraum von 12 Wochen wird Set begleitend gespielt. Teilnehmende erhalten dabei bspw. besondere Promo-Karten oder auch thematisch gestaltete Pins. Mittlerweile haben sich teilweise eigene Turnierformate entwickelt, die von der Ursprungsform abweichen.

### Lorcana Challenge
Die Lorcana Challenge ist der erste Vorstoß von Ravensburger für eine kompetitive TCG-Turnierserie. Es wurden insgesamt 10 Challenger-Turniere in Europa und Nordamerika ausgetragen. Bis zu 2000 Luminari pro Event kamen zusammen um sich im Wettkampf zu messen und für die Continental Championships in Paris und Anaheim.
| Datum         | Ort                                | Gewinner             |
| ------------- | ---------------------------------- | -------------------- |
| 25-26.05.2024 | Lille, Frankreich                  | Frank Karsten        |
| 25-26.05.2024 | Atlanta, GA                        | Joshua Paultre       |
| 08-09.06.2024 | Chicago, IL                        | Brian Courtade       |
| 06-07.07.2024 | Bochum, Deutschland                | Théotime Buchot      |
| 20-21.07.2024 | Fort Worth, TX                     | Edmond Chiu          |
| 03-04.08.2024 | Bologna, Italien                   | Elie Vepierre        |
| 24-25.08.2024 | Toronto, ON                        | Diego Saz            |
| 21-22.09.2024 | Birmingham, Vereinigtes Königreich | Federico Marinangeli |
| 21-22.09.2024 | Las Vegas, NV                      | Zan Syed             |
| 26-27.10.2024 | Seattle, WA                        | Luke Goodwin         |
| 01-02.02.2025 | Melbourne, Australien              | Dinh Khang Pham      |

Vom 28. bis 29. Juni 2025 fand im Disney World Resort in Florida die Lorcana World Championship 2025 statt. Das Event wurde ohne Live-Zuschauer durchgeführt, wurde jedoch ins Internet übertragen. Teilnehmende waren die Bestplatzierten der Challenges der so genannten Season 1. Erster Lorcana-Weltmeister wurde Dinh Khang Pham aus Hamburg.